# Îles Tristao
îles Tristao (en portugais Tristão) est la plus longue des Îles Tristan et Capken en Afrique de l'ouest précisément en république de Guinée.

## Origine du nom
Les îles Tristão, doivent leur nom à l'explorateur portugais du XVe siècle Nuno Tristão. 

## Situation géographique
Les îles Tristão couvrent une surface de 226 km² entourée de l'océan Atlantique. Elles relèvent de la région de Boké, frontalière avec la république de Guinée-Bissau.
Les principales îles de l’archipel Tristao sont Katarak, Kamsak, Kapken, Niémé, Souri et Foré Souri.

## Caractéristiques
Formé par le delta du fleuve Kogon, les îles sont caractérisées par des étendues de bancs de sable, de boue, de roches, d’estuaires et de forêts de mangroves.

## Population
Les îles sont habitées par des Nalous et Balante. 

## Économie
L'économie est basé principales sur l’agriculture, la pêche, le fumage de poisson, la production d’huile de palme, l’extraction de sel, l’élevage, les coquillages, le commerce et l’artisanat.

## Faune
Les îles ont une communauté de tortues de mer, des lamantins, des crocodiles, des requins et de nombreux poissons.

## Statut environnemental
Elles sont classées par deux fois en tant que zones humides d’importance internationale de la Convention de Ramsar en 1992 puis aire Marine Communautaire Protégée en 2008.